# بيناتاي
بلدية ابن عطاء أو (نقحرة بيناتاي) (بالإسبانية: Benatae) هي بلدية تقع في مقاطعة خاين التابعة لمنطقة أندلوسيا جنوب إسبانيا.

## الديموغرافيا
بلغ عدد سكان بلدية ابن عطاء 546 نسمة عام 2011 (وفقاً للمعهد الوطني للإحصاء الإسباني).
| 585 | 581 | 547 | 596 | 582 | 545 | 546 |